# Thierry Tusseau
Thierry Tusseau (19 de gener de 1958) és un exfutbolista francès.

## Selecció de França
Va formar part de l'equip francès a la Copa del Món de 1986.